# Evric Gray
Evric Lee Gray (nacido el 13 de diciembre de 1969 en Bloomington, California) es un exjugador de baloncesto estadounidense que disputó una temporada en la NBA, transcurriendo el resto de su carrera en ligas menores de su país, y en equipos de seis países diferentes de todo el mundo. Con 2,01 metros de estatura, jugaba en la posición de alero.

## Trayectoria deportiva

### Universidad
Jugó tres temporadas con los Rebels de la Universidad de Nevada, Las Vegas, en las que promedió 11,1 puntos, 5,6 rebotes y 2,2 asistencias por partido. En 1993, en su última temporada en el equipo, fue incluido en el mejor quinteto de la Big West Conference.

### Profesional
Tras no ser elegido en el Draft de la NBA de 1993, fichó por el Juvecaserta Basket de la liga italiana, donde jugó 17 partidos en los que promedió 17,2 puntos y 5,9 rebotes por partido. Jugó posteriormente en ligas menores de su país y en el Olimpia Venado Tuerto de Argentina, hasta que en diciembre de 1996 fichó por los New Jersey Nets de la NBA. Jugó únicamente cinco partidos, en os que promedió 2,6 puntos.
Aquella sería su única experiencia en la NBA. Jugó con el Olympiacos B.C. griego en 1996, con los que promedió 5,2 puntos y 2,4 rebotes en competición europea. En la temporada 1998-99 llegó a firmar con los Washington Wizards, pero fue despedido antes de debutar. Su carrera se centró entonces en el baloncesto internacional, jugando sobre todo en equipos europeos y sudamericanos. Ese mismo año jugó con la Cibona Zagreb, con los que promedió 5,2 puntos y 3,4 rebotes por partido.
En 2000 fichó por el Cholet Basket, donde únicamente disputó un partido, logrando 3 puntos y una asistencia. Acabó su carrera deportiva en ligas menores de su país.

## Estadísticas de su carrera en la NBA

### Temporada regular
| Temporada | Edad | Equipo          | Liga | Pos. | P | TIT | MIN | TC  | TCA | %TC  | 3P  | 3PA | %3P  | 2P  | 2PA | %2P  | TL  | TLA | %TL   | R.OF. | R.DEF. | REB | ASIS | ROB | TAP | PER | FP  | PTS |
| 1996-97   | 27   | New Jersey Nets | NBA  | SF   | 5 | 0   | 8.4 | 0.8 | 3.0 | .267 | 0.2 | 0.8 | .250 | 0.6 | 2.2 | .273 | 0.8 | 0.8 | 1.000 | 0.2   | 0.4    | 0.6 | 0.4  | 0.2 | 0.0 | 0.6 | 1.0 | 2.6 |
| Total     |      |                 | NBA  |      | 5 | 0   | 8.4 | 0.8 | 3.0 | .267 | 0.2 | 0.8 | .250 | 0.6 | 2.2 | .273 | 0.8 | 0.8 | 1.000 | 0.2   | 0.4    | 0.6 | 0.4  | 0.2 | 0.0 | 0.6 | 1.0 | 2.6 |